# Sericania ohirai
Sericania ohirai är en skalbaggsart som beskrevs av K. Sawada 1960. Sericania ohirai ingår i släktet Sericania och familjen Melolonthidae. Inga underarter finns listade i Catalogue of Life.